# 衝壓

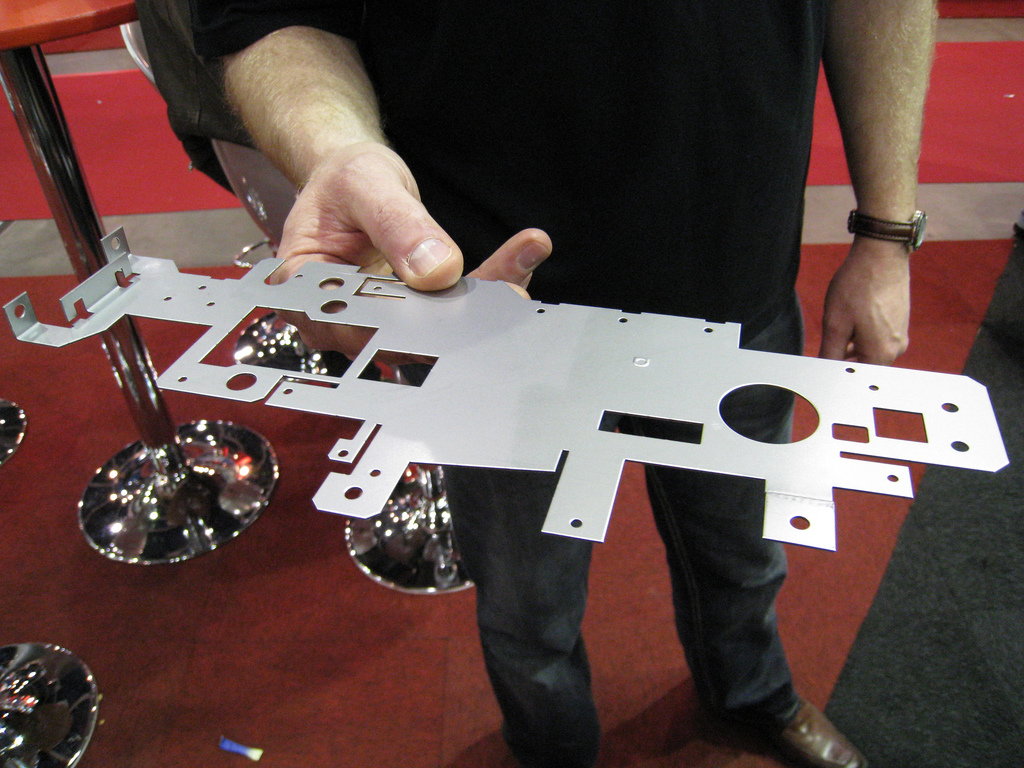

衝壓是一種冷衝壓加工方式，係借助於標準或專用衝壓設備的動力重擊材料（金屬或非金屬），將其裁切、折彎或塑造成模具所規範的成品形狀與尺寸中。衝壓加工大致可區分成剪切、彎曲、成型及引申等幾種不同的加工型式。
衝壓所用的工具機稱為衝床，而所用的模具則稱為衝壓模具。衝壓通常是在冷金屬板上進行的， 鍛造對熱的金屬進行成型。
- 因為簡體字中用「沖」代替「衝」，所以在繁體的文字使用上有時會被誤用為「沖壓」，實為「衝壓」。

## 历史
十九世纪八十年代, 大规模量产的自行车运用了衝压零件。衝压替代模锻和机械加工, 导致成本大大降低。虽然不像模具锻造零件那么坚固, 但衝压零件的品质已经足够好。1890年, 从德国进口到美国的衝压自行车零件，美国公司随后开始拥有由美国机床制造商制造的衝压机床，通过研究和开发westtern wheel衝压制造大多数自行车零件。几家汽车制造商在福特汽车公司之前采用了衝压件。亨利·福特曾拒絕他的工程师使用衝压零件的建议, 但因公司不能满足模具锻件的需求, 福特只好使用衝压件。

## 加工
衝壓主要是按工艺分类，可分为分离工序和成形工序两大类。分离工序也称衝裁，其目的是使衝壓件沿一定轮廓线从板料上分离，同时保证分离断面的品质要求。成形工序的目的是使板料在不破坯的条件下发生塑性变形，制成所需形状和尺寸的工件。在实际生产中,常常是多种工序综合应用于一个工件。衝裁、弯曲、剪切、拉伸、胀形、旋压、矫正是几种主要的衝压工艺。

### 分离工序
是使用模具分离材料的一种基本衝压工序，它可以直接制成平板零件或为其他衝压工序如弯曲、拉深、成形等准备毛坯，也可以在已成形的衝压件上进行切口、修边等。衝裁广泛用于汽车、家用电器、电子、仪器仪表、机械、铁道、通信、化工、轻工、纺织以及航空航天等工业部门。衝裁加工约占整个衝压加工工序的50%～60%。

### 成形工序
折弯-将金属板材、管件和型材弯成一定角度、曲率和形状的塑性成型方法。弯曲是衝压件生产中广泛采用的主要工序之一。金属材料的弯曲实质上是一个弹塑性变形过程，在卸载后，工件会产生方向的弹性恢复变形，称回弹。回弹影响工件的精度，是弯曲工艺必须考虑的技术关键。

翻边-翻边是沿曲线或直线将薄板坯料边部或坯料上预制孔边部窄带区域的材料弯折成竖边的塑性加工方法。翻边主要用于零件的边部强化，去除切边以及在零件上制成与其他零件装配、连接的部位或具有复杂特异形状、合理空间的立体零件，同时提高零件的刚度。在大型钣金成形时，也可作为控制破裂或折皱的手段。所以在汽车、航空、航天、电子及家用电器等工业部门中得到十分广泛的应用

压纹-

衝切-

压边-

拉伸-拉深也称拉延或压延，是利用模具使衝裁后得到的平板坯料变成开口的空心零件的衝压加工方法。 用拉深工艺可以制成筒形、阶梯形、锥形、球形、盒形和其他不规则形状的薄壁零件。如果与其他冲压成形工艺配合，还可制造形状极为复杂的零件。在衝压生产中，拉深件的种类很多。由于其几何形状特点不同，变形区的位置、变形的性质、变形的分布以及坯料各部位的应力状态和分布规律有着相当大的、甚至是本质的差别。所以工艺参数、工序数目与顺序的确定方法及模具设计原则与方法都不一样。各种拉深件按变形力学的特点可分为直壁回转体（圆筒形件）、直壁非回转体（盒形体）、曲面回转体（曲面形状零件）和曲面非回转体等四种类型

整形-整形是利用既定的磨具形状对产品的外形进行二次修整。主要体现在压平面、弹脚等。针对部分材料存在弹性，无法保证一次成型品质时，采用的再次加工。

缩口-缩口是一种将已经拉伸好的无凸缘空心件或管坯开口端直径缩小的衝压方法。缩口前、后工件端部直径变化不宜过大，否则端部材料会因受压缩变形剧烈而起皱。因此，由较大直径缩成很小直径的颈口，往往需要多次缩口。

旋压-旋压是一种金属回转加工工艺。在加工过程中，坯料随旋压模主动旋转或旋压头绕坯料与旋压模主动旋转，旋压头相对芯模和坯料作进给运动，使坯料产生连续局部变形而获得所需空心回转体零件。

压边-

衝孔和切割也能被认为是衝压工艺，多工位级进模是集合了上面成型工艺的一套模具。

## 衝壓润滑
摩擦过程产生摩擦力, 需要使用润滑剂来保护刀具和模具表面不被划伤或擦伤。该润滑剂还保护钣金件和成品部分从相同的表面磨损, 以及促进弹性物质流防止开口, 撕裂或起皱。有各种各样的润滑剂，包括植物油，矿物油，动物脂肪或猪油，石墨，肥皂，基于干膜的壓克力（丙烯酸）。行业的最新技术是基于聚合物的合成润滑油也称为无油润滑剂或非石油润滑油。术语"水性"润滑剂指的是更大的范畴，还包括更多的基于传统的油和脂肪化合物。

## 模拟
金属板料成形模拟技术能计算金属板材衝压的过程并且预测常见缺陷，如分裂、皱纹、回弹和材料变薄。也称为成形模拟，该技术是非线性有限元分析的具体应用。在制造业中成型模拟技术有很多优点，特别是对上市时间、成本和精益制造非常关键的汽车行业。

Aberdeen research 公司最近的研究(2006年10月)发现，最有效的制造商愿意花更多的时间提前模拟并获得结果。

成形模拟技术被钣金设计者或衝压模制造商来模拟衝压工艺的过程与结果，而不需要制造出真实的模具。只花很少的费用，就能在PC机的虚拟环境中模拟任何金属薄板的衝压成形过程。

钣金零件衝压成形仿真的结果让设计师很快评估设计并优化零件设计以进行低成本制造。

## 微衝压
传统意义上，钣金衝压是应用在宏观大尺寸的行业如车辆，航空器，包装材料，微型化的趋势使得衝压研究进入到小尺寸紧密行业。2000年早期的微衝压的发展建立於美國西北大学在2010年代测试微弯机，微衝压工艺继续被认为是机械加工和化学腐蚀的替代可选方案。微衝压应用实例有：电子连接器，微型网筛，微型开关，电子枪的微型杯子，手表零件，手持设备零件和医疗设备。但是，在全面实施之前关键的技术问题必须解决如品質控制，大量生产和材料属性研究。
常用于冲压的钣金材料有铝-5052，铝-5754，不锈钢-304，铝-316L，冷轧钢板，铜-110等。 厚度范围从0.006 到 0.25 英寸。

## 實際應用行業
航太

农业

军火工业

大家电

小家电

汽车

商业

建筑

电子

暖通空调

草坪护理及设备

照明

门锁五金

海军

医疗

管路系统

电力储存

能源工具

小型引擎